# Seznam filmov Columbia Pictures
Seznam filmov v produkciji in/ali distribuciji ameriškega studia Columbia Pictures začetku leta 1924.

## 1920.
- Only a shop girl (1922), njihov sploh prvi celovečerec, a še pod imenom »C.B.C. Film Sales«
- Mary of the Movies (1923), prvi film pod imenom Columbia Pictures
- Women first (1924)
- Tony Sarg's Marionettes in the Orient (1929), njihov prvi filmček z zvokom sploh
- The Lone Wolf's Daughter (1929), njihov prvi celovečerc z zvokom (samo nekaj govornih dialogov)
- Trial Marriage (1929), njihov prvi film z glasbo in zvočnimi efekti

## 1930.
- Melody Man (1930), njihov prvi zvočno-(dvo)barvni film
- Ladies of leisure (1930), njihov prvi zvočno-govorni film v celoti

## 1950.
- Most na reki Kwai (1957)

## 1960.
- Lawrence Arabski (1962)
- Doktor Strangelove (1964)
- Hey There, It's Yogi Bear (1964), distributer, ki ga proizvaja Hanna-Barbera Productions
- In the Trouble with Angels (1965)
- The Man Called Flintstone (1966), distributer, ki ga proizvaja Hanna-Barbera Productions
- Guess Who's Coming to Dinner? (1967)
- Kaktus (1969)
- Goli v sedlu (1969)

## 1970.
- And Now for Something Completely Different (1971)
- Monty Python in Sveti gral (1975)
- Taksist (1976)
- Bližnja srečanja tretje vrste (1977)
- Polnočni Express (1978)
- Kitajski sindrom (1979)
- Kramer proti Kramerju (1979)
- All That Jazz (1979), koprodukcija z 20th Century Fox

## 1980.
- Plava Laguna (1980)
- American Pop (1981)
- Gandi (1982)
- Izganjalci duhov (1984)
- Karate Kid (1984)
- D.A.R.Y.L. (1985), koprodukcija z Paramount Pictures
- Armed Response (1986), distributer, kodistribucija z Cinetel Films
- Stand By Me (1986)
- Karate Kid 2 (1986)
- Ištar (1987)
- Roxanne (1987)
- La Bamba (1987)
- Nove dogodivščine Pike Nogavičke (1988)
- Izganjalci duhov 2 (1989)
- Karate Kid 3 (1989)
- Ko Harry sreča Sally (1989), distributer, ki ga proizvaja Castle Rock Entertainment in Nelson Entertainment, trenutno razdelil MGM v Severni Ameriki

## 1990.
- Misery (1990), distributer, ki ga proizvaja Castle Rock Entertainment in Nelson Entertainment, trenutno razdelil MGM v Severni Ameriki
- Prince of Tides (1991)
- Vrnitev v plavo laguno (1991)
- Moja punca (1991)
- Nindža želve 2 (1991), U.S. distributer, ki ga proizvaja New Line Cinema in koprodukcija z Jim Henson Productions, pravice so zdaj v lasti Paramount Pictures.
- The Lawnmower Man (1992), distributer, ki ga proizvaja New Line Cinema
- Deep Cover (1992), distributer, ki ga proizvaja New Line Cinema
- Zadnji dobri možje (1992), koprodukcija z Castle Rock Entertainment
- Bram Stoker's Dracula (1992), koprodukcija z American Zoetrope
- Leto nedolžnosti (1993)
- Nindža želve 3 (1993), U.S. distributer, ki ga proizvaja New Line Cinema, pravice so zdaj v lasti Paramount Pictures.
- Surf Ninjas (1993), distributer, ki ga proizvaja New Line Cinema
- Zadnja velika avantura (1993), prvi film s trenutnim logotipom
- In the Line of Fire (1993), koprodukcija z Castle Rock Entertainment
- Moja punca 2 (1994)
- The next karate kid (1994)
- The Indian in the Cupboard (1995), koprodukcija z Paramount Pictures
- Desperado (1995)
- Podli fantje (1995)
- Razsodnost in rahločutnost (1995)
- The cable guy (1996)
- Ljudstvo proti Larryju Flyntu (1996), koprodukcija z Phoenix Pictures
- Aljaska (1996), distributer, ki ga proizvaja Castle Rock Entertainment, trenutno distribuira Warner Bros.
- Anakonda (1997)
- Peti element (1997), koprodukcija z Gaumont
- Ugrabitev (1997), koprodukcija z Touchstone Pictures in Beacon Pictures
- Možje v črnem (1997), koprodukcija z Amblin Entertainment
- Spice World (1997)
- Muppets from Space (1999), koprodukcija z Jim Henson Pictures
- Blue streak (1999)
- The Adventures of Elmo in Grouchland (1999), koprodukcija z Jim Henson Pictures in Children's Television Workshop
- Mišek Stuart (1999)
- Podle igre (1999)

## 2000.
- Šesti dan (2000), distributer, ki ga proizvaja Phoenix Pictures
- Urbane legende: zadnji rez (2000), distributer, ki ga proizvaja Phoenix Pictures in nadaljevanje Urbane legende z TriStar Pictures leta 1998
- Skoraj slavna (2000), koprodukcija z DreamWorks Pictures in Vinyl Films
- Erin Brockovich (2000), koprodukcija z Universal Pictures
- Patriot (2000), koprodukcija z Centropolis Entertainment
- Čarlijevi angelčki (2000), temelji na serijah 1976-1981
- Spiderman (2002), koprodukcija z Marvel Enterprises
- Mišek Stuart 2 (2002)
- Možje v črnem 2 (2002), koprodukcija z Amblin Entertainment
- Spiderman 2 (2004), koprodukcija z Marvel Enterprises
- Legenda o Zorru (2005), koprodukcija z Spyglass Entertainment in Amblin Entertainment
- Da Vincijeva šifra (2006), koprodukcija z Imagine Entertainment in Skylark Productions
- Casino Royale (2006), koprodukcija z MGM
- Rocky Balboa (2006), koprodukcija z MGM in Revolution Studios
- Click (2006)
- Ghost Rider (2007), koprodukcija z Crystal Sky Pictures in Marvel Studios, pravice, ki so zdaj v lasti The Walt Disney Company.
- Spiderman 3 (2007), koprodukcija z Marvel Studios
- Hancock (2008)
- Kvantum sočutja (2008), koprodukcija in distribucija
- Pink Panter 2 (2009), koprodukcija z MGM

## 2010.
- Machete (2010), mednarodni distributer, ki ga proizvaja 20th Century Fox
- Social Network (2010), koprodukcija in distribucija
- Salt (2010), koprodukcija in distribucija
- The Green Hornet (2011), koprodukcija in distribucija
- Just Go With It (2011), koprodukcija in distribucija
- Bad Teacher (2011), koprodukcija in distribucija
- Smrkci (2011), koprodukcija in distribucija
- Jack and Jill (2011), koprodukcija in distribucija
- Možje v črnem 3-D (2012), koprodukcija in distribucija
- That's My Boy (2012), distribucija
- The Amazing Spider-Man (2012), koprodukcija in distribucija
- Total Recall (2012), koprodukcija in distribucija
- Hope Springs (2012), koprodukcija in distribucija
- Premium Rush (2012), koprodukcija in distribucija
- Hotel Transilvanija (2012), koprodukcija in distribucija
- Skyfall (2012), koprodukcija in distribucija
- Zero Dark Thirty (2012), koprodukcija in distribucija
- After Earth (2013), koprodukcija in distribucija